# Bálint Lám
Bálint Lám (14 de mayo de 1992) es un deportista húngaro que compite en lucha estilo grecorromana. Ganó una medalla de plata en el Campeonato Europeo de Lucha de 2017, en la categoría de 130 kg.

## Palmarés internacional
| Campeonato Europeo | Campeonato Europeo | Campeonato Europeo | Campeonato Europeo |
| Año                | Lugar              | Medalla            | Categoría          |
| ------------------ | ------------------ | ------------------ | ------------------ |
| 2017               | Novi Sad (Serbia)  | Medalla de plata   | 130 kg             |